# Mijake Rjó
Mijake Rjó (三宅 諒; Hepburn: Ryō Miyake) (Icsikava, 1990. december 24. –) olimpiai ezüstérmes japán tőrvívó.